# Damernas dubbelsculler i rodd vid olympiska sommarspelen 1980
Damernas dubbelsculler i rodd vid olympiska sommarspelen 1980 avgjordes mellan den 21 och 26 juli 1980. Grenen hade totalt sju deltagare från två länder.

## Medaljörer
| Gren          | Guld                                      | Silver                                  | Brons                                 |
| Dubbelsculler | Jelena Chloptseva och Larisa Popova (URS) | Cornelia Linse och Heidi Westphal (GDR) | Olga Homeghi och Valeria Racila (ROM) |

## Resultat

### Heat

#### Heat 1
| Placering | Roddare                           | Land          | Tid     |
| --------- | --------------------------------- | ------------- | ------- |
| 1         | Jelena Chloptseva Larisa Popova   | Sovjetunionen | 3:25,51 |
| 2         | Olga Homeghi Valeria Răcilă       | Rumänien      | 3:27,70 |
| 3         | Cornelia Linse Heidi Westphal     | Östtyskland   | 3:32,23 |
| 4         | Svetla Otsetova Zdravka Jordanova | Bulgarien     | 3:37,86 |

#### Heat 2
| Placering | Roddare                          | Land           | Tid     |
| --------- | -------------------------------- | -------------- | ------- |
| 1         | Hanna Jarkiewicz Janina Klucznik | Polen          | 3:34,11 |
| 2         | Sue Handscomb Astrid Ayling      | Storbritannien | 3:39,27 |
| 3         | Ilona Bata Klára Langhoffer      | Ungern         | 3:44,33 |

### Återkval
| Placering | Roddare                           | Land           | Tid     |
| --------- | --------------------------------- | -------------- | ------- |
| 1         | Cornelia Linse Heidi Westphal     | Östtyskland    | 3:20,49 |
| 2         | Svetla Otsetova Zdravka Jordanova | Bulgarien      | 3:21,36 |
| 3         | Olga Homeghi Valeria Răcilă       | Rumänien       | 3:21,74 |
| 4         | Ilona Bata Klára Langhoffer       | Ungern         | 3:31,37 |
| 5         | Sue Handscomb Astrid Ayling       | Storbritannien | 3:33,32 |

### Final
| Placering | Roddare                           | Land          | Tid     |
| --------- | --------------------------------- | ------------- | ------- |
| 1         | Jelena Chloptseva Larisa Popova   | Sovjetunionen | 3:16,27 |
| 2         | Cornelia Linse Heidi Westphal     | Östtyskland   | 3:17,63 |
| 3         | Olga Homeghi Valeria Răcilă       | Rumänien      | 3:18,91 |
| 4         | Svetla Otsetova Zdravka Jordanova | Bulgarien     | 3:23,14 |
| 5         | Hanna Jarkiewicz Janina Klucznik  | Polen         | 3:27,25 |
| 6         | Ilona Bata Klára Langhoffer       | Ungern        | 3:35,70 |